# Guzeykhirman (Khojavend)
Guzeykhirman est un village de la région de Khojavend en Azerbaïdjan.

## Histoire
En 1992-2020, Guzeykhirman était sous le contrôle des forces armées arméniennes. En 2020, au cours de la deuxième guerre du Haut-Karabagh, la région de Khojavend, y compris le village de Guzeykhirman est passé sous le contrôle des forces azerbaïdjanaises,.

## Géographie
Le village de Guzeykhirman de la région de Khojavend est situé dans la circonscription administrative du village de Guneykhirman.

## Économie
La principale occupation de la population est l'élevage et l'agriculture.